# Казаки в Австралии

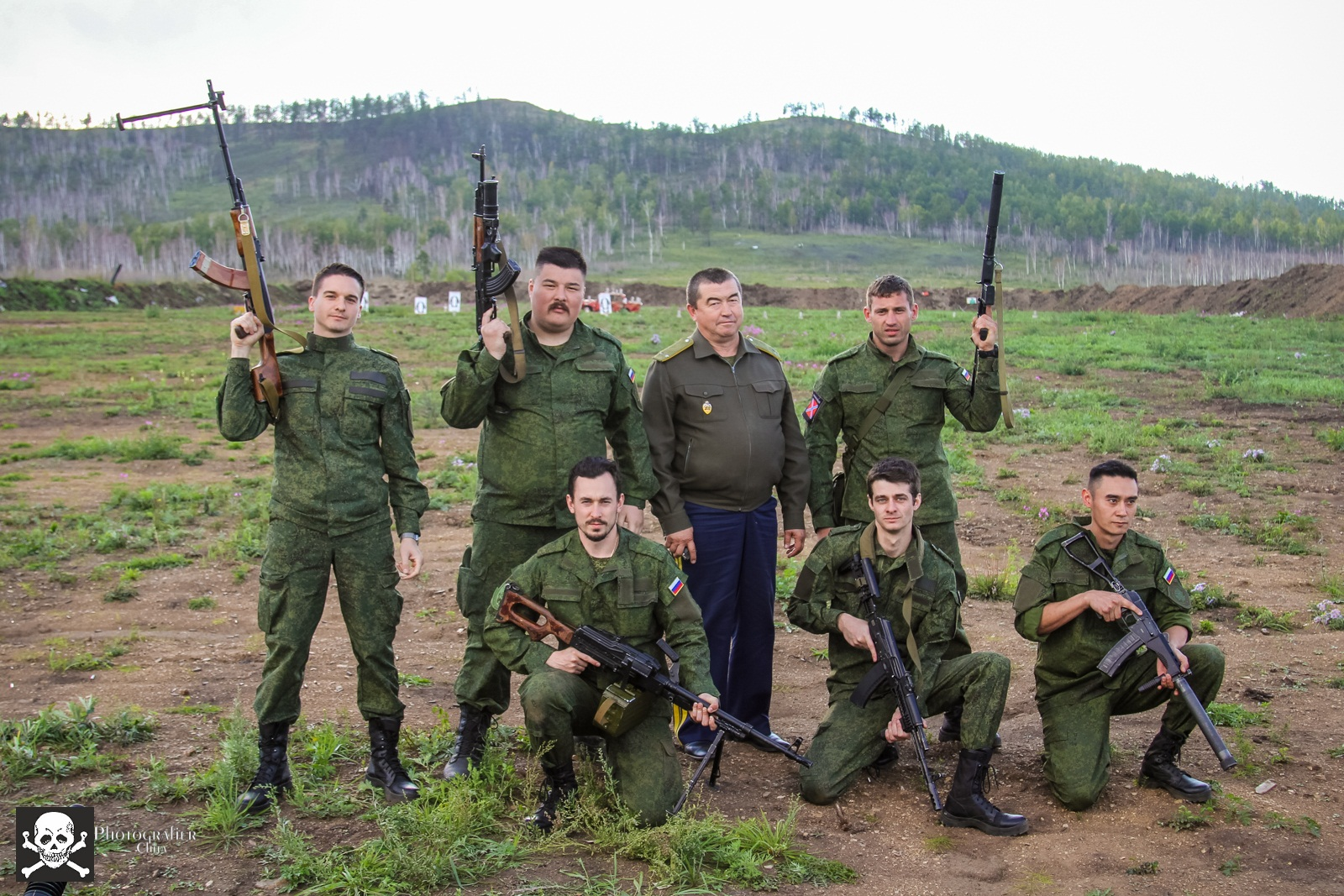
Казачья молодежь из Австралии с куратором международной деятельности Забайкальского казачьего войска генералом С. Г. Бобровым на полевых сборах в России.

Каза́ки в Австра́лии — потомки русских эмигрантов казачьего сословия, покинувших родину в результате Гражданской войны 1917—1923 годов.

## История
После разгрома Уральской армии в октябре 1919 — январе 1920 года остатки армии и беженцы (всего около 15000 человек) под командованием генерал-лейтенанта В. С. Толстова выдвинулись в форт Александровский. 214 человек из тех, кто добрался до форта, под командованием Толстова отправились в Персию, на территорию, контролируемую британцами. Беженцы провели некоторое время в Басре, Владивостоке и Китае, и в 1923 году с группой 50-70 человек Толстов высадился в Австралии.
Отношения австралийских казаков с Забайкальским казачьим войском были восстановлены в 1993 году.
По приказу атамана ЗКВО С. Г. Боброва в июне 2011 года в Австралии образовано Отдельское казачье общество «Посольский Австралийский Отдел» из числа диаспоры потомков казаков-переселенцев из Забайкалья. Основная деятельность общества — развитие дружбы и сотрудничества между народами; укрепление связей с казачеством за рубежом; культурное, духовное и нравственное воспитание молодёжи, сохранение и развитие казачьих традиций и обычаев за рубежом.
Одной из святынь австралийских казаков были полковые знамёна уральского казачества, вывезенные в Брисбен в 1923 году и хранимые в Свято-Николаевской православной церкви. В 2007 году знамёна были отправлены в Москву в музей Казачьего кадетского корпуса имени М. А. Шолохова.

## Организационная структура
В Австралии насчитывается около 10 тыс. потомков казаков, однако в казачье общество входят порядка 150 человек
Организационно казаки объединены в Посольский австралийский отдел Забайкальского казачьего войска. Отдел состоит из «станиц», которые, однако, не являются отдельными населёнными пунктами, представляя собой отделения или филиалы казачьего общества.
Первая станица была создана в Кабраматте близ Сиднея. В 2013 были созданы Мельбурнская, Данденонгская, Джелонгская и Тасманская станицы, в 2015 году — Аделаидская и Брисбенская.
Руководитель отдела — Семён Бойков. В 2017 году руководство казаческого Забайкальского войска отстранило Бойкова от должности атамана, но сам он это решение не признал, поскольку не подчиняется Забайкальскому войску и не является гражданином России, а австралийское общество юридически не связано с зайбайкальским.

## Деятельность
Одной из форм деятельности станицы является уход за могилам русских воинов и соотечественников на территории Австралии (Руквудское кладбище). С 2014 года издаётся русскоязычная газета «Русский рубеж».
Австралийскими казаками сохраняется православная вера и празднуется День России.
До 2014 года казачье общество не проявляло политической активности, организовывало вечера встреч, творческие конкурсы. После прихода атамана Бойкова и вторжения России на Украину проводятся акции в поддержку российской стороны.
Совместно с российской стороной рассматривается план репатриации казаков в Россию, который, однако, не вызывает большого энтузиазма австралийской стороны из-за сложности получения российского гражданства и значительно более низкого уровня предлагаемой жизни в России.